# Salamis (F-455)
La fragata griega Salamis (F-455) (griego: Φ/Γ ΣΑΛΑΜΙΣ) es la cuarta fragata griega de la clase Hydra. Está basada en las fragatas clase MEKO 200 de Blohm + Voss y fue construido por los astilleros griegos Hellenic Shipyards S. A. en Skaramagas. Es el segundo navío de la armada helénica en ser nombrado así en honor de la Isla de Salamina y la famosa Batalla de Salamina, siendo el primero un navío incompleto del tipo dreadnought Salamis.